# Poppy Playtime
Poppy Playtime é um jogo eletrônico de Sobrevivência e quebra-cabeça lógico, desenvolvido e publicado pela desenvolvedora independente Mob Entertainment. O primeiro capítulo foi lançado na Steam para Microsoft Windows em 12 de outubro de 2021, e posteriormente para Xbox One e Xbox Series X e Series S, em 12 de julho de 2024. O segundo capítulo foi lançado em 5 de maio de 2022, e o terceiro capítulo foi lançado em 30 de janeiro de 2024.
Todos os três capítulos estão disponíveis para PC, Xbox One, Series S e X, Playstation 4 e 5, Nintendo Switch e dispositivos móveis (AppStore e Google Play).
A história acontece em uma fábrica de brinquedos abandonada chamada Playtime Co., que já foi líder de mercado na indústria de brinquedos. Dez anos antes dos eventos do jogo, a fábrica foi misteriosamente fechada após o desaparecimento de todos os seus funcionários. Apenas um ex-funcionário não foi afetado pelo ocorrido.

## Jogabilidade
O jogo é apresentado em primeira pessoa e possui como principal mecânica a utilização de um item exclusivo chamado GrabPack. Este equipamento consiste em uma mochila equipada com duas mãos artificiais conectadas por cabos extensíveis, que podem ser disparadas para interagir com o ambiente e mover objetos com física realista. O jogador controla essas mãos utilizando o mouse e as utiliza para resolver quebra-cabeças e explorar o cenário.
O protagonista sem nome descobre que Huggy Wuggy, uma enorme figura humanoide que atua como o principal mascote da empresa, está vivo e possui más intenções para ele. O jogador navega em uma visão de primeira pessoa e resolve vários quebra-cabeças para progredir no jogo, com alguns exigindo um gadget chamado GrabPack, que é uma mochila equipada com duas mãos insensíveis usadas para puxar e alcançar objetos de qualquer alcance que elas poderem, conduzir energia elétrica e acessar portas fechadas da sede e fábrica principal.
O jogador também pode encontrar várias fitas VHS espalhadas pela sede e fábrica principal, que dão pistas e uma explicação mais aprofundada da história do jogo.

## Enredo

### Capítulo 1 - Um Abraço Apertado(A Tight Squeeze)
O jogo segue um protagonista sem nome que retorna à fábrica abandonada da Playtime Co. após receber um pacote misterioso contendo uma mensagem enigmática e uma fita VHS. Ao explorar o local, ele utiliza o GrabPack, um equipamento com mãos extensíveis, para resolver quebra-cabeças, restaurar energia e acessar novas áreas da fábrica. Durante sua jornada, ele descobre segredos sombrios envolvendo brinquedos que ganharam vida, incluindo o ameaçador Huggy Wuggy, enquanto tenta desvendar o mistério por trás do desaparecimento de todos os funcionários da Playtime Co.

### Capítulo 2 - Mosca na teia(Fly on a Web)
Na continuação da história, o protagonista explora mais áreas da fábrica e encontra novos personagens, incluindo a enigmática Mommy Long Legs, que o força a participar de uma série de desafios para obter informações vitais. Com a ajuda do GrabPack e novas habilidades, ele supera obstáculos, enfrenta perigos crescentes e descobre mais sobre os segredos sombrios da Playtime Co. Ao final, eventos inesperados o levam a um novo destino dentro da fábrica, sugerindo que os mistérios estão longe de serem resolvidos.

### Capítulo 3 - Sono Profundo(Deep Sleep)
Após o descarrilhamento do trem, o protagonista continua sua jornada, enfrentando novos perigos e descobrindo mais sobre os segredos obscuros da Playtime Co. Ele encontra criaturas ameaçadoras, como CatNap e Miss Delight, e recebe ajuda de aliados inesperados enquanto tenta sobreviver. Ao longo do caminho, ele adquire equipamentos aprimorados, desvenda verdades perturbadoras sobre experimentos conduzidos na fábrica e enfrenta o crescente controle do enigmático Protótipo. A história culmina em eventos que o levam a um confronto direto com os horrores do passado da Playtime Co., enquanto luta para escapar e cumprir sua missão.

### Capítulo 4 - Porto Seguro(Safe Haven)
Poppy volta sozinha no elevador para salvar Kissy Missy enquanto o protagonista enfrenta o Doutor Harley Sawyer na prisão. Perseguido por Yarnaby, ele encontra Doey The Doughman, uma criatura de massinha. Juntos, Poppy e Kissy Missy levam o protagonista ao Porto Seguro, um lugar usado por vários experimentos para se protegerem. Poppy revela seu plano contra o Protótipo, mas algumas coisas não aconteceram como esperado. O Protótipo rouba explosivos, causando uma grande destruição no Porto Seguro e matando todos os experimentos que viviam lá. Doey começa a ficar instável vendo todas aquelas mortes, e se transforma em um monstro. Após derrotá-lo, o protagonista descobre que Ollie foi imitado pelo Protótipo esse tempo todo. Ao cair em um buraco, ele encontra o laboratório da Playtime e uma fita VHS, revelando que Huggy Wuggy está vivo.

### Lançamento inicial
O primeiro capítulo de Poppy Playtime foi lançado em 12 de outubro de 2021. O segundo capítulo lançou no dia 05 de maio de 2022, o terceiro capítulo lançou em 30 de janeiro de 2024 e o quarto capítulo lançou em 30 de janeiro de 2025. Todos foram lançados na Steam.
Todos os capítulos após o primeiro serão lançados como conteúdo para download. Um trailer do Capítulo 2, chamado Fly in a Web, foi lançado em 22 de fevereiro de 2022, com vários teasers sendo postados posteriormente no Twitter, incluindo um trailer em 9 de abril. O segundo capítulo foi então lançado em 5 de maio, para Microsoft Windows e estima-se que seja três vezes mais longo que o primeiro capítulo.

## Recepção da crítica
Poppy Playtime – Capítulo 1 foi bem recebido em seu lançamento inicial, com elogios por sua atmosfera e história. Na Steam, Poppy Playtime – Capítulo 1 está com 84% ou 8,4 de 10, demonstrando avaliações "Muito positivas". Richard Dobson, do TheXboxHub, considerou o jogo uma experiência emocionante, apesar de sua curta duração, e o comparou com Garten of Banban, destacando a superioridade em termos de qualidade. Fraser Gilbert, do PureXbox, avaliou o jogo com 7 de 10, elogiando seus enigmas, jogabilidade e atmosfera. Claus Larsen, do GameReactor, destacou o jogo como uma curta experiência aterrorizante dos anos 50, atribuindo-lhe uma nota 8 de 10. Gabriel Stanford-Reisinger, do XboxNerds, mencionou o antagonista Huggy Wuggy, apesar de sua breve aparição, e avaliou o jogo com 7,5 de 10.
O jogo também ganhou muita popularidade em plataformas como o YouTube e Twitch. No Twitter, os desenvolvedores anunciaram tokens não fungíveis dos cartazes do jogo. Isso foi rapidamente recebido com má reação de sua comunidade, fazendo com que eles excluíssem o anúncio.
Poppy Playtime – Capítulo 2 recebeu críticas mistas, com elogios por sua dublagem e finalização, mas também críticas devido ao número de bugs e problemas gráficos, incluindo falhas de áudio, travamentos e lags. Na Steam, o jogo tem uma avaliação de 72% ou 7,2 de 10, indicando avaliações "Ligeiramente positivas". Em uma avaliação positiva, Richard Dobson, do TheXboxHub, destacou o jogo como emocionante, atribuindo-lhe uma nota 9 de 10. Cankat Aydın, do Lawod, ressaltou as melhorias em relação ao primeiro capítulo, destacando a aparição de Mommy Long Legs como um ponto alto do jogo e avaliando-o com 8 de 10.
No lançamento, Poppy Playtime – Capítulo 3 foi amplamente bem recebido pela crítica especializada e pelo público, sendo considerado um dos melhores jogos de terror de 2024. Melissa Sarnowski, do site GameSkinny, elogiou as revelações e os mistérios apresentados no capítulo, afirmando estar "aguardando ansiosamente os próximos mistérios". Danielle Rose, do PCGamesN, concedeu uma nota 7 de 10, destacando positivamente a atmosfera, a narrativa e os personagens, embora tenha apontado problemas técnicos e uma narrativa por vezes cansativa como pontos negativos. Tilly Lawton, do Pocket Tactics, avaliou o jogo com 8 de 10, descrevendo-o como uma continuação impressionante da série, apesar de reconhecer falhas técnicas nos momentos iniciais da experiência.
Poppy Playtime – Capítulo 4 recebeu críticas mistas, com elogios à atmosfera e ao design visual, mas críticas a problemas técnicos e narrativa excessivamente expositiva.

## Adaptação cinematográfica
Em abril de 2022, de acordo com o Deadline Hollywood, a MOB Games fez parceria com o Studio71 para produzir uma adaptação cinematográfica do videogame, com Zach Belanger dizendo que "será um ótimo passeio". O presidente de conteúdo roteirizado do Studio71, Michael Schreiber, afirmou que o enredo do filme "[ficará] sozinho como sua própria saga aterrorizante e emocionante". MOB Games e Studio71 também estão em negociações para trazer Roy Lee para o projeto.